# Leucophora plumiseta
Leucophora plumiseta är en tvåvingeart som först beskrevs av Malloch 1934.  Leucophora plumiseta ingår i släktet Leucophora och familjen blomsterflugor.
Artens utbredningsområde är Peru. Inga underarter finns listade i Catalogue of Life.